# Jozef Chudý
Jozef Chudý, také József Chudy, Joseph Chudy  nebo József Chudy, (14. června 1753 Bratislava, Slovensko – 4. března 1813 Pešť, Maďarsko) byl slovenský a maďarský hudební skladatel, dirigent a vynálezce.

## Život a dílo
Narodil se patrně v Bratislavě v roce 1752. O jeho mládí a studiu nejsou informace. Je známo, že v letech 1785–1788 byl dirigentem Divadla J. Erdödyho v Bratislavě. Od roku 1790 byl dirigentem budapešťského německého divadla. V roce 1793 se stal členem maďarské divadelní společnosti, která 6. května 1793 uvedla jeho tragikomickou operu Pikkó hertzeg és Jutka Perzsi (Princ Pikkó a Jutka Perzsi). Opera měla mimořádný úspěch a stala se první maďarskou operou vůbec. Napsal ještě několik oper na německé texty. Hudba ke všem jeho operám je ztracena.
Kromě hudby proslul Chudý i jako vynálezce. Pro přenášení informací vymyslel systém strážních domků vzdálených od sebe cca 10 km, které by informace přenášely pomocí rozsvěcovaných oken. Podobný systém, ale na principu semaforu, uvedl ve Francii do provozu v roce 1792 Claude Chappe a na Jozefa Chudého se zapomnělo. O svém vynálezu zkomponoval i operu: Der Telegraph oder die Fernschreibmaschine, která byla uvedena v Budíně a v Pešti.